# Lojze Kovačič
Lojze Kovačič (9. listopadu 1928, Basilej, Švýcarsko – 1. května 2004, Lublaň, Slovinsko) byl slovinský spisovatel.

## Životopis
Slovinský prozaik Lojze Kovačič se narodil v Basileji ve Švýcarsku v rodině Slovince a Němky a od samého začátku byl jeho život determinován údělem cizince. Jelikož rodiče neměli švýcarské občanství, byla roku 1938 celá rodina ze Švýcarska vystěhována. Vrátili se do otcovy vlasti, ale místo přívětivého mnohonárodnostního Rakouska-Uherska, které si pamatovali z dřívějška, se ocitli v Království Srbů, Chorvatů a Slovinců v napjaté atmosféře na prahu války. Nejprve žili v otcově rodné doleňské vsi Cegelnica a až tady se malý Kovačič začal učit slovinsky. Žili zde v obrovské chudobě a navíc pronásledováni nedůvěrou místních, pro něž byli stejní Němci, jako ti, kdo okupovali jejich zemi. Později celá rodina přesídlila do Lublaně, kde se usadili, a Lojze tady vystudoval střední školu a učitelský ústav. Roku 1944 mu zemřel otec a zbytek rodiny byl jugoslávskou vládou odsunut do rakouského utečeneckého tábora. Lojze sice mohl v Lublani zůstat, ale byl považován za podezřelou osobu, tři měsíce (prosinec 1945 – březen 1946) byl dokonce vězněn. Roku 1947 byl v armádě odsouzen vojenským soudem k půlročnímu pobytu u převýchovného pluku. Po návratu z armády pracoval jako novinář u časopisu Mladina. Pro své nekompromisní postoje se často dostával do konfliktu se socialistickým režimem. K dalšímu zásadnímu střetu došlo r. 1957, kdy otiskl v revue Beseda části svého románu Zlatý poručík (Zlati poročnik), který později nešťastnou náhodou shořel. Kovačič a redaktor Ciril Zlobec nebyli sice nakonec obviněni z trestného činu, ale revue Beseda byla zakázána. Roku 1963 pro satirický článek přišel o práci. Od roku 1963 pracoval jako umělecký pedagog v Domě pionýrů v Lublani a zabýval se loutkářstvím. 1. května 2004 v Lublani zemřel po dlouhodobé nemoci.
Jeho ženou byla Marija Vida Kovačičová. Jeho syn je slovinský hudebník a spisovatel Jani Kovačič.

## Literární činnost
Své literární a autobiografické příspěvky začal publikovat brzy po příchodu do Slovinska, ale často přicházely do konfliktu s ideologií jugoslávské vládnoucí strany. Dnes jeho literární dílo spadá mezi největší úspěchy slovinské moderní prózy. V Kovačičových dílech se hodně dovídáme o jeho životě. Jeho díla jsou zařazena do sociálního realismu, moderních povídek a také mládežnické literatury. Rozhlasová realizace Příběhů z malovaných úlů (1993) získala v Japonsku významnou cenu Prix Morishiga s odůvodněním: „Příběhy z malovaných úlů se svou univerzální symbolikou otvírají pohledy do prvotního světa a současně také do povědomí evropské křesťanské civilizace.“ Kovačič dále získal celou řadu domácích literárních cen, mj. Prešernovu cenu (1973), Kresnik (1991 a 2003), Župančičova cena (1972, 1986) a další.

## Vybraná díla

### Důležitá díla
- Ljubljanske razglednice (1956)
- Ključi mesta (1967)
- Deček in smrt (1968)
- Sporočila v spanju – Resničnost (1972)
- Pet fragmentov (1981)
- Prišleki (trilogija) (1983–1985)
- Basel (1986)
- Prah (1988)
- Kristalni čas (1990)
- Zgodbe s panjskih končnic (1992); překlad Příběhy z malovaných úlů (2007).
- Vzemljohod (1993)
- Književna delavnica – šola pisanja (1997)
- Otroške stvari (2003)

### Díla pro mládež
- Novoletna zgodba, Ljubljana: Mladinska knjiga, (1958)
- Zgodbe iz mesta Rič-Rač, Ljubljana: Mladinska knjiga, (1962); (1969); (1981)
- Fantek na oblaku / Dva zmerjavca, Ljubljana: Mladinska knjiga, (1969)
- Potovanje za nosom, Ljubljana: Mladinska knjiga, (1972)
- Možiček med dimniki, Ljubljana: Mladinska knjiga, (1974)
- Najmočnejši fantek na svetu , Ljubljana: Mladinska knjiga, (1977)
- Dva zmerjalca, Ljubljana: Mladinska knjiga, (1979)
- Rdeča kapica, Ljubljana: Dopisna delavska univerza Univerzum, (1979)
- Zgodba o levih in levčku, Ljubljana: Mladinska knjiga, (1983)
- Zgodbe iz mesta Rič-Rač in od drugod, Ljubljana: Mladinska knjiga, (1994)